# Манастир Никоље Кабларско
Манастир Никоље се налази у селу Рошци близу Овчар Бање, у Овчарско-кабларској клисури у подножју планине Каблар. Манастир Никоље је један од важнијих Овчарско-кабларских манастира - који се зову и Српска Света Гора.

## Историја
Не зна се тачно ктитор никољске цркве. Према икони која се чува у народном музеју у Београду, може се видети да је иконописана у Никољу 1489. године.
Вук Караџић је забележио да је у манастиру Никоље некада живело и 300 калуђера.
Гаврило Марковић био је игуман манастира у периоду од 1907-1927.
Манастир је кроз историју страдао од Турака. Уточиште у манастиру је нашао и Милош Обреновић са породицом, који се са народом крио од Турака. 
Милош Обреновић је у порти 1817. године саградио конак који се и данас по њему зове. Касније је манастиру поклонио и једну воденицу у Пријевору и нешто земље. У то време игуман манастира је био Атанасије Радовановић.
Никољска црква је мала и необично је то што се у њу улази са јужне стране цркве.
Манастирска ризница је значајна. У цркви су фреске из 1587. и 1637. године. Постоје и фреске из 19. века. Ризница поседује рукописане књиге и нешто вредних црквених старина.
Одавде је и чувено Никољско јеванђеље писано на малим листовима ћириличним словима, у кожном повезу, са „златним“ минијатурним илустрацијама. За време Првог светског рата рукопис је нестао из архиве Народне библиотеке у Нишу да би се касније појавио у Даблину у Ирској.
Манастир је пре Другог светског рата имао 272,66 хектара земље, од чега 130 хектара шуме, а остало ливаде и њиве у селима Пријевор и Мијоковци.
Монах овог манастира био је био је Мина (световно Милан Јовановић; 1888—1945), Дамаскин Милићевић (1877—1964) као и монахиња Теодора Ристивојевић (1925—2017).
Данас је Манастир Никоље женски манастир. У периоду од 1954. игуманија је била Текла Мићић, до 1987. Ефросинија Симић, а од 1987. до 2018. Евпраксија Белић (1919—2018).
Манастир Никоље слави славу Пренос моштију Светог Николе који се празнује 22. маја (9. маја по православном календару).
Света Литургија се врши недељом и празником са почетком у 8 часова.

## Галерија
- Манастирска црква, стари конак и део порте
- Источна фасада
- Улаз у манастир са западне стране
- Прозорски отвор на источној фасади
- Фреско декорација на јужној фасади
- Фреско декорација изнад иконостаса